# Бодяк шерстистый
Бодяк шерстистый (лат. Cirsium eriophorum) — травянистое растение, вид рода Бодяк (Cirsium) семейства Астровые (Asteraceae). Вид получил своё название за опушённые с тыльной стороны листья.

## Ареал
Бодяк шерстистый широко распространён в Центральной и Западной Европе. Его ареал простирается от верховий Волги на севере и Балкан на юге до Нидерландов, Франции и Великобритании на западе. Обычно произрастает на лугах, среди кустарников и в лесах на полянах на меловых, известняковых или щёлочно-глинистых почвах. В Великобритании распространён особенно в центральной и южной Англии.
Шерстистый чертополох лучше всего растёт на известковых почвах, но его можно встретить и на кислых почвах. Типичные места обитания — обочины дорог, солнечные и каменистые почвы, пастбища и вырубки.

## Описание

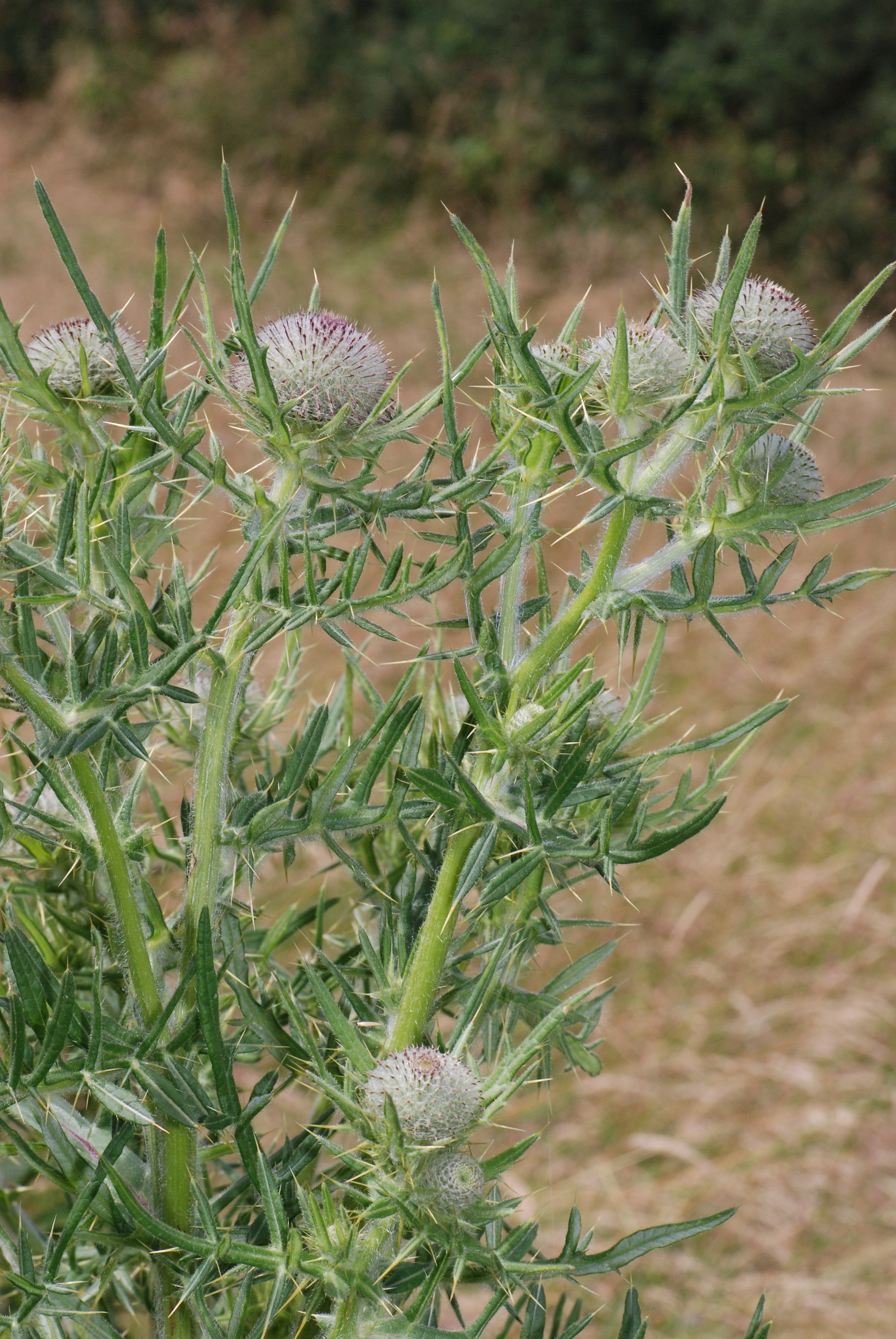
Верхушка цветущего растения

### Морфология
Двулетние травянистые растения, высотой обычно 0,6–1,5 м, при благоприятных условиях может быть выше.
Стебель сильный, развлетлённый, опушённый.
Листья расположены в прикорневой розетке и поочередно на стебле. Листья жёсткие, яйцевидной формы, сильно перисто рассечённые, с мощными жёлтыми колючками. Самые нижние листья могут достигать в длину до 80 см. Края листа завернуты, а нижняя сторона листа опушена белыми волосками. Из стеблевых листьев самые нижние — короткостебельные, средние и верхние — сидячие с копьевидными ушками, окружающими полустебель. 

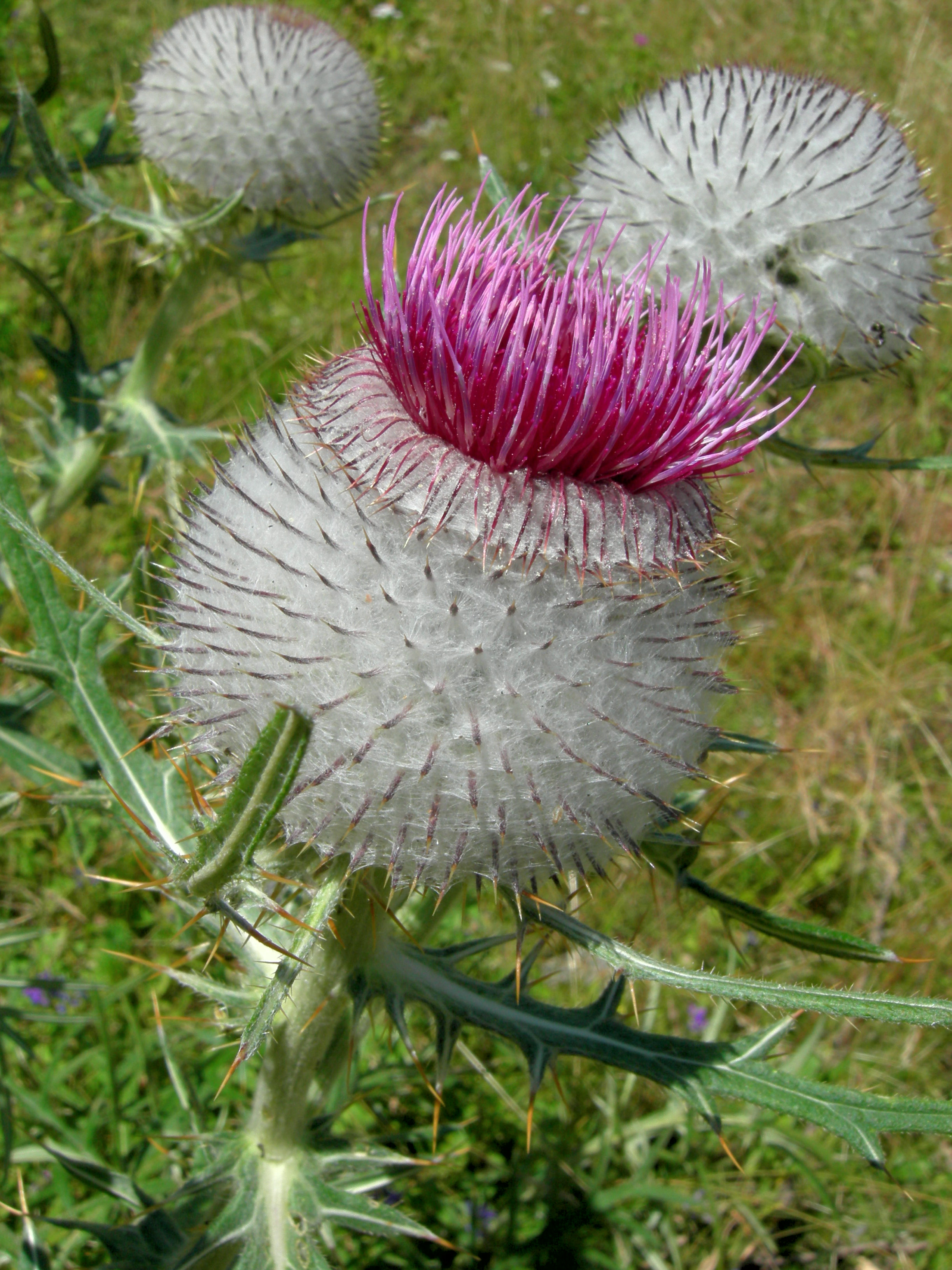
Цветочная корзинка

Соцветия — шаровидные корзинки (головки), диаметром до 7 см (самые крупные в роде), которые собраны в рыхлое цимозное соцветие. Головки содержат множество трубчатых цветков с длинными фиолетовыми трубками и фиолетовыми тычинками, каждый из которых имеет колючий прицветник, покрытый белыми нитевидными паутинистыми волосками («шерстью»), сквозь который выступает шип. Прицветники явно расширены в лопатообразной форме перед кончиком, а затем сужаются в линейный, жёсткий кончик. Трубка венчика фиолетового цвета имеет длину от 2,5 до 4,5 см. Лепестки фиолетовые. Цветы богаты нектаром и привлекают пчёл, жуков и прочих насекомых. Цветение обычно происходит в июле-сентябре.
Плод — гладкая и блестящая семянка, имеет размеры от 3,9 до 5,4×2,0–2,4×1,2–1,5 мм. Паппус состоит из перьевых белых волосков длиной от 15 до 33 мм.
Число хромосом 2n = 34.

### Экология
Монокарпическое растение.
Чертополох шерстистый является растением-хозяином ржавчинного гриба Puccinia cnici var. Также наблюдалось заражение Erysibe cichoriacearum, Puccinia caricis-frigidae, Puccinia eriophori и Ophiobolus acuminatus. Галлы вызываются Trypeta terebrans и Urophora eriolepidis.
В солнечных местах чертополох шерстистый поднимает задние части листьев вертикально, а передние — располагает горизонтально. Палисадная паренхима прямостоячих частей состоит из более длинных, богатых хлорофиллом клеток; при этом ячейки палисада горизонтально стоящих частей на той же высоте короче на треть. Это интересный случай разделения труда при ассимиляции внутри листа.

## Синонимы
Вид систематизирован ещё Линнеем в 1753 году, имеет большое количество синонимов.
- Carduus eriophorus L.
- Carduus spurius L.
- Carthamus ferox Lam.
- Cirsium chatenieri Legrand
- Cirsium chodatii Barb.-Gamp.
- Cirsium dinaricum Vandas
- Cirsium eriocephalum Wallr.
- Cirsium insubricum Moretti ex Bertol.
- Cirsium oviforme Gand.
- Cirsium proponticum Griseb.
- Cirsium vandasii Petr.
- Cirsium velenowskyi Vandas
- Cnicus cinaroides Sm.
- Cnicus eriophorus (L.) Roth
- Cnicus spinosissimus M.Bieb.
- Epitrachys propontica K.Koch
- Lophiolepis eriophora Del Guacchio, Bureš, Iamonico & P.Caputo, Pl.[7]

## Галерея

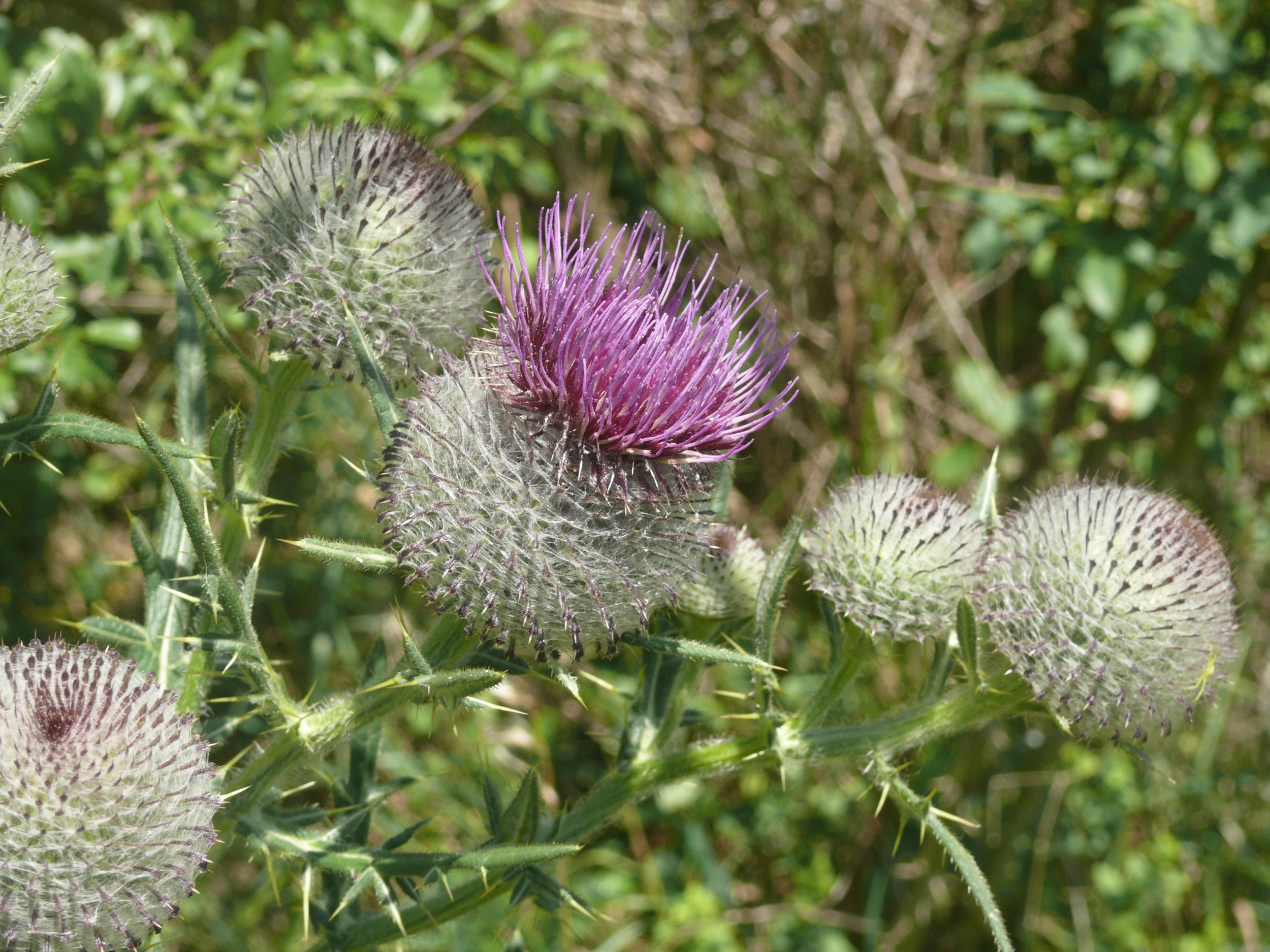
Цветы бодяка шерстистого
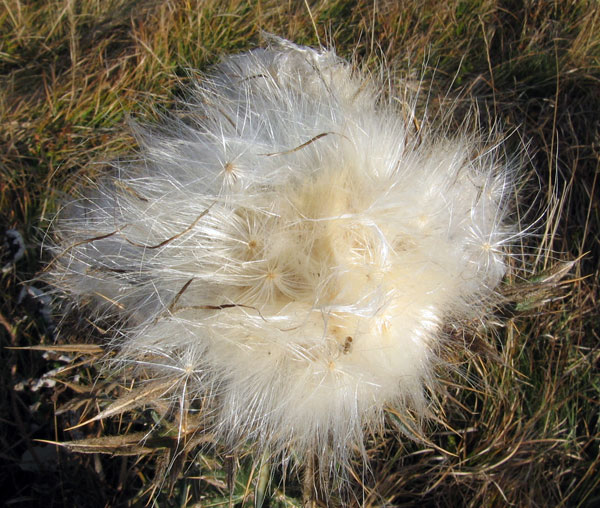
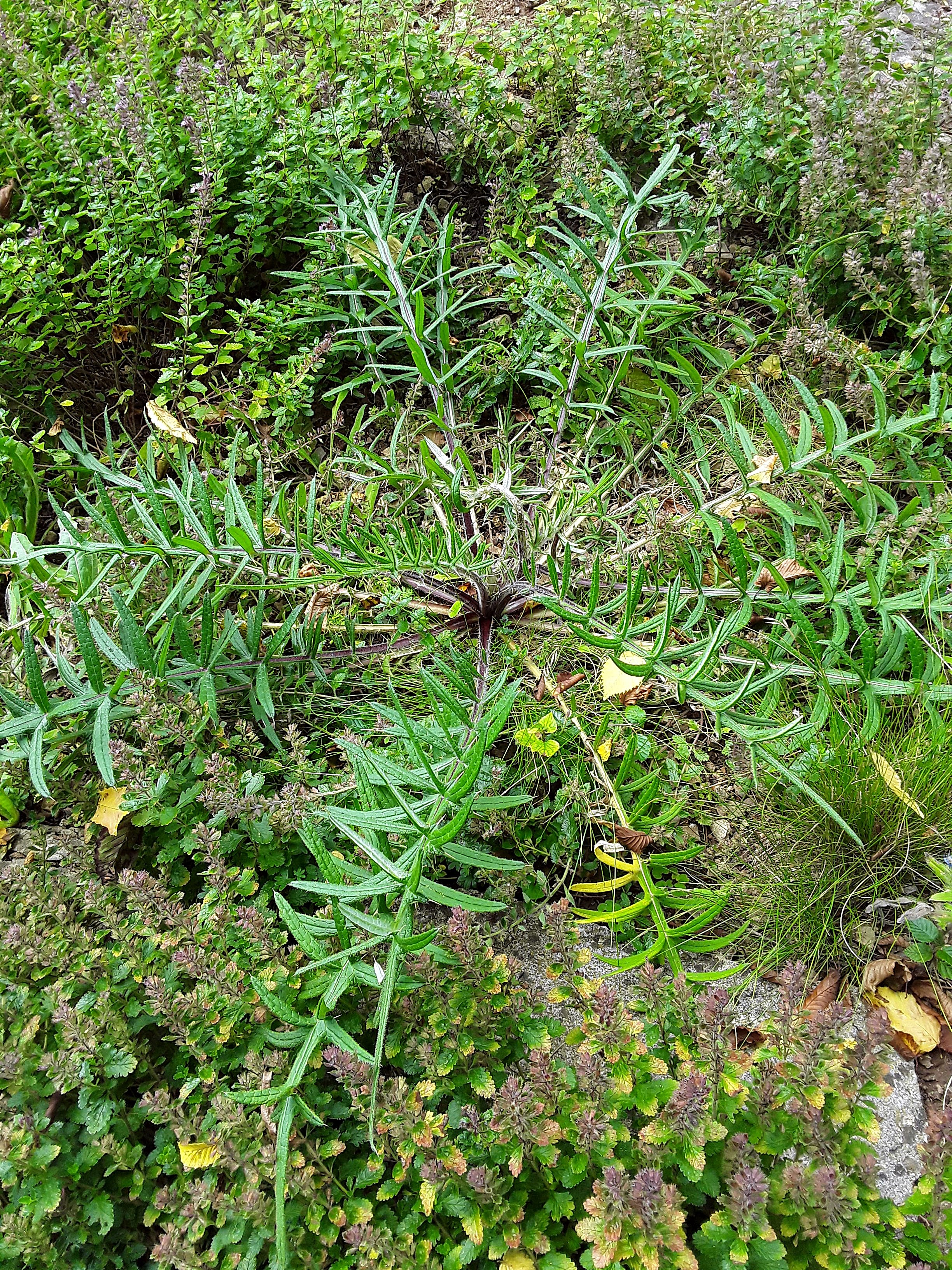
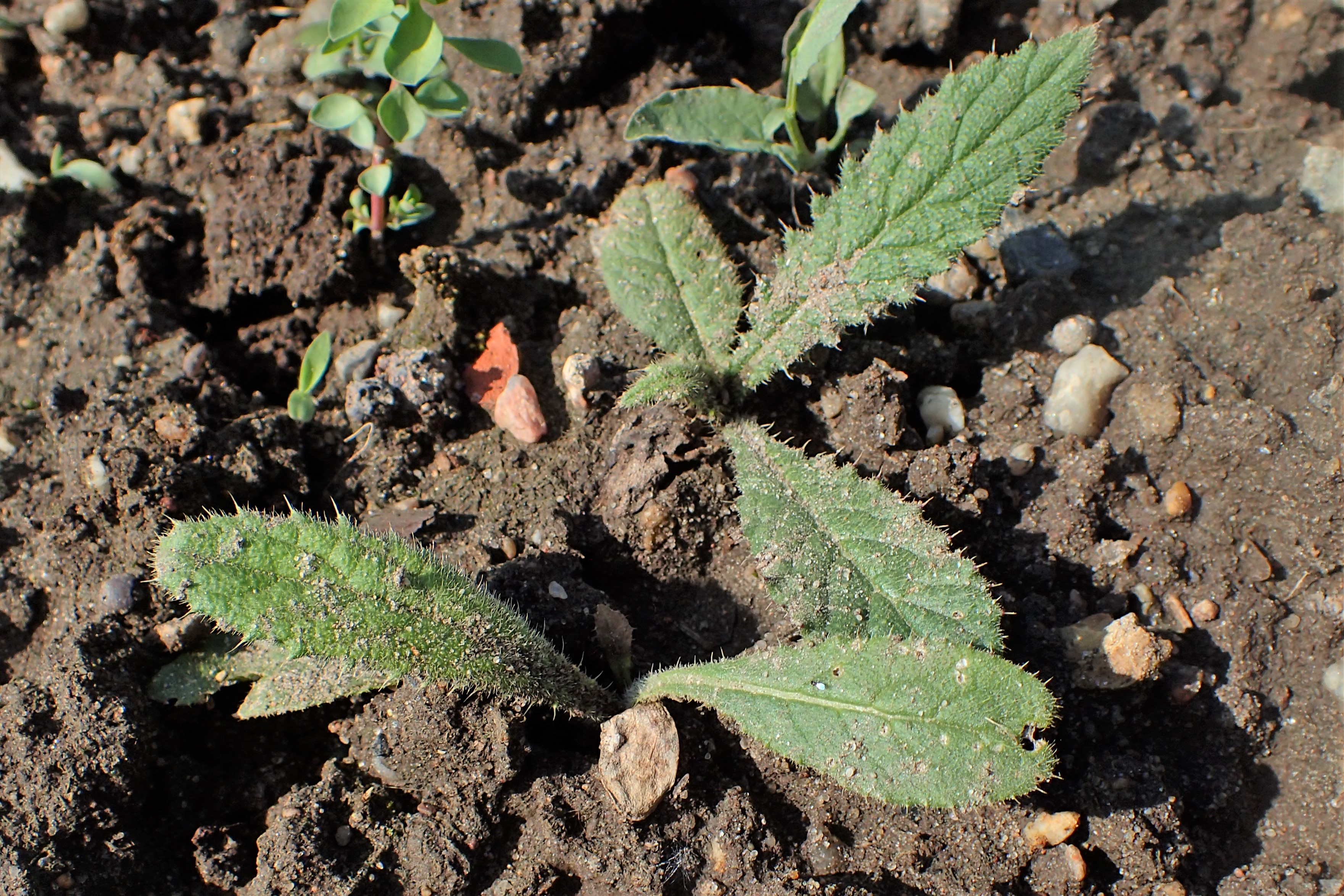
Молодое растение